# 1872
Промислова революція •  Національно-визвольні рухи • Робітничий рух •  Колоніальні імперії

## Геополітична ситуація
У Росії царює імператор Олександр II (до 1881). Російській імперії належить більша частина України, значна частина Польщі, Грузія, Закавказзя, Фінляндія, Бухарське ханство. Україну розділено між двома державами — Королівство Галичини та Володимирії належить Австрії, Правобережжя, Лівобережжя та Крим — Російській імперії.
В Османській імперії править султан Абдул-Азіз (до 1876). Під владою османів перебувають Близький Схід та Єгипет, Середземноморське узбережжя Північної Африки, Болгарія. Васалами османів є Сербія та Боснія, Волощина та Молдова.
В Австро-Угорщині править Франц-Йосиф I (до 1916). Імперія охоплює, крім австрійських та угорських земель, Хорватію, Трансильванію, Богемію. Німецьку імперію очолює Вільгельм I (до 1888). Королівство Баварія — Людвіг II (король Баварії) (до 1886).
У Франції при владі Третя французька республіка. Франція має колонії в Алжирі, Карибському басейні, Південній Америці в Індокитаї та Індії. Король Іспанії — Амадей I (до 1973). Іспанії належать частина островів Карибського басейну, Філіппіни. У Португалії править Луїш I (до 1889). Португалія має володіння в Африці, Індії, Індійському океані й Індонезії.
У Великій Британії триває Вікторіанська епоха — править королева Вікторія (до 1901). Британія має колонії в Північній Америці, на Карибах, на півдні Африки та в Індії. Королівство Нідерланди очолює Віллем III (до 1890). Король Данії та Норвегії — Кристіан IX (до 1906), Оскар II змінив Карла XV на шведському троні (до 1907). Королівство Італія очолює Віктор Емануїл II (до 1878).
Бразильську імперію очолює Педру II (до 1889). Посаду президента США обіймає Улісс Грант. Територію на півночі північноамериканського континенту займає Канадська конфедерація (домініон Великої Британії), територія на півдні континенту належить Мексиці.
В Ірані при владі Каджари. Владу над Індостаном утримує Британська корона. У Бірмі править династія Конбаун, у В'єтнамі — династія Нгуєн, у Сіамі — династія Чакрі. У Китаї володарює Династія Цін. У Японії триває період Мейдзі.

## Події

### В Україні
- У Києві побудовано водозабір.
- Побудовано залізницю Костянтинівка — Ясинувата — Руднична — Оленівка.
- Відкрито залізничне сполучення Самбір — Борислав i Стрий — Самбір — Хирів — Перемишль.

### У світі
- Закінчилися новозеландські земельні війни.
- 12 січня Йоганнис IV став негусом Ефіопії.
- 1 липня Томас Франсуа Буржес став президентом Південноафриканської республіки.
- 4 липня Товариство Ісуса проголошено поза законом у Німеччині.
- 18 липня президент Мексики Беніто Хуарес помер від серцевого приступу. Його заступив Себастьян Лердо де Техада.
- 18 вересня помер шведський король Карл XV. Його спадкоємцем став Оскар II.
- 5 листопада на виборах у США Улісса Гранта переобрано президентом.
- 4 грудня у водах Атлантики знайдено корабель «Марія Целеста», екіпаж якого безслідно зник.

### У суспільному житті
- Засновано
  - Єллоустоунський національний парк у США.
  - Науково-популярний журнал Popular Science.
  - Цукубський університет в Японії.
  - Політехнічний інститут і університет штату Вірджинія.
  - Косметичну компанію Shiseido.
  - Сегедський університет в Угорщині.
- Профспілки легалізовано в Канаді.
- У Японії запроваджено військовий обов'язок.

### У науці
- Ріхард Дедекінд опублікував теорію ірраціональних чисел.
- Фелікс Кляйн сформулював Ерлангенську програму.
- Людвіг Больцман записав рівняння Больцмана й сформулював H-теорему.
- Почалася експедиція «Челленджера», який зробив піонерський внесок у становлення океанографії.

### У мистецтві
- Шерідан Ле Фаню закінчив друкувати готичну повість «Кармілла».
- Жуль Верн опублікував роман «Навколо світу за вісімдесят днів».
- Альфонс Доде видав цикл новел «Тартарен із Тараскона».
- Клод Моне написав картину «Враження. Схід сонця», яка стала символом імпресіонізму.

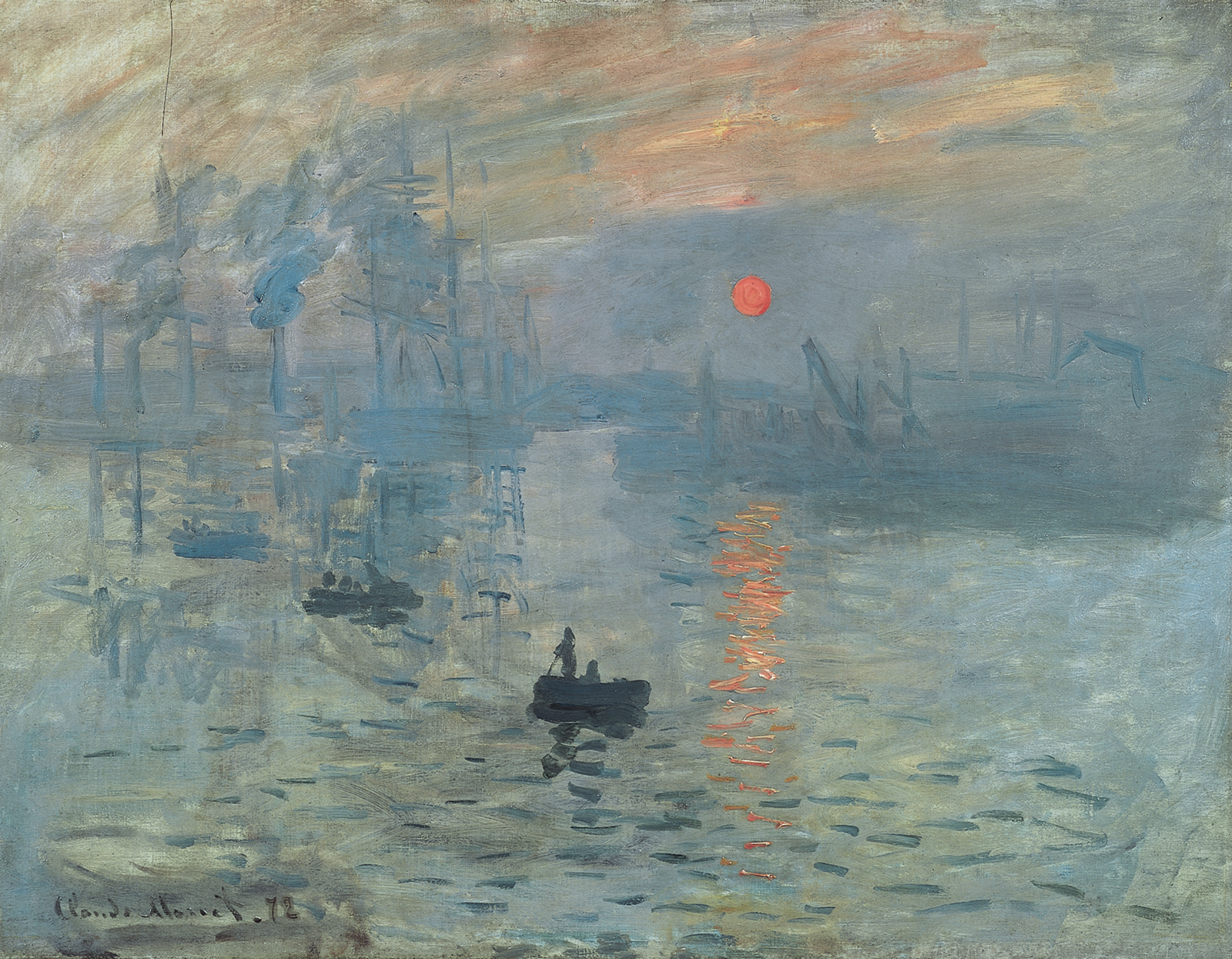
Клод Моне. Враження. Схід сонця

### У спорті
- Перший офіційний міжнародний матч між Шотландією та Англією закінчився нульовою нічиєю.
- Перший Кубок асоціації виграв клуб «Вондерерз».

## Народились
Дивись також Категорія:Народились 1872
- 31 травня — Чарльз Грілі Аббот, американський астроном
- Арсеньєв Володимир Клавдійович, російський географ, етнограф, письменник, дослідник Далекого Сходу
- Афанасьєв Георгій Павлович
- Богданов Єлій Анатолійович
- Борисяк Олексій Олексійович
- Вартагава Іполит Петрович
- Гейзинга Йоган
- Кричевський Василь Григорович
- Крушельницька Соломія Амвросіївна
- Левицький Володимир Йосипович
- Лепкий Богдан
- Лук'янович Денис Якович
- Новаківський Олекса Харлампійович
- Пархоменко Терешко
- Пфейффер Георгій Васильович
- Роздольський Осип Іванович
- Світлицький Григорій Петрович
- Сиповський Василь Васильович
- Скрипник Микола Олексійович
- Скрябін Олександр Миколайович
- Солнцев Сергій Іванович
- Сосенко Модест Данилович
- Фомін Іван Олександрович
- Яковлів Андрій
- Ярошевський Юрій
- 15 лютого — Ціріц Густав, начальник штабу Української галицької армії (пом. 1920).
- 31 березня — Гріффіт Артур, ірландський журналіст, політичний діяч (пом. 1922).
- 18 травня — Бертран Рассел, англійський математик, філософ (пом. 1970).
- 1 липня — Луї Блеріо, французький винахідник, авіатор (пом. 1936).
- 16 липня — Руал Амудсен, норвезький полярний дослідник.
- 30 липня — Кримов Олексій Петрович, український хірург (пом. 1954).
- 3 серпня — Хокон VII, король Норвегії (пом. 1957).
- 23 вересня — Крушельницька Соломія Амвросіївна, українська оперна співачка, педагог (пом. 1952).

## Померли
Дивись також Категорія:Померли 1872
- 10 березня — Джузеппе Мацзіні, італійський політик, революціонер, патріот, письменник і філософ
- 5 серпня — Шарль Ежен Делоне, французький астроном і математик
- 30 листопада — Іван Васенко, український будівничий, тесляр.
- Болінтіняну Дімітріє
- Даль Володимир Іванович
- Качковський Михайло
- Ківі Алексис
- Монюшко Станіслав
- Раєвський Володимир Федосійович